# 2000 JY53
2000 JY53 är en asteroid i huvudbältet som upptäcktes den 6 maj 2000 av LINEAR i Socorro County, New Mexico.
Asteroiden har en diameter på ungefär 18 kilometer och den tillhör asteroidgruppen Ursula.